# Эмбриогенез млекопитающих
Эмбриогенез млекопитающих — это частный случай более общего процесса эмбриогенеза у животных, наблюдаемый у зародышей млекопитающих и имеющий определённые особенности по сравнению с другими животными. Как и всякий процесс эмбрионального развития у животных, эмбриогенез у млекопитающих состоит из процессов клеточного деления и клеточной дифференцировки, приводящих в конечном счёте к гистогенезу, морфогенезу и органогенезу.
Эмбриогенезом называют только ранние стадии внутриутробного развития млекопитающих, то есть самые ранние стадии их онтогенеза. Начиная с некоторой определённой стадии, наступающей сразу после стадии Карнеги 23, зародыш млекопитающего называется не эмбрионом, а плодом (фетусом), а его дальнейшее развитие — не эмбриональным развитием, а внутриутробным развитием плода, или фетальным развитием.

## Отличия от эмбриогенеза человека
Процессы эмбрионального развития у большинства млекопитающих довольно сходны с процессами эмбрионального развития у человека. Наиболее сходны с человеческими процессы эмбрионального развития у высших приматов, например шимпанзе и макак. Именно эта высокая степень сходства позволяет использовать в качестве модельных организмов для изучения процессов эмбриогенеза, общих для всех млекопитающих, и последующего обобщения сделанных находок на эмбриональное развитие человека, таких млекопитающих, как крысы, мыши и др. Однако для изучения поздних стадий процессов эмбрионального развития головного мозга наиболее адекватными модельными животными являются только высшие приматы. Только у них развитие головного мозга на поздних стадиях достаточно детально напоминает развитие его у человека.
На ранних стадиях эмбрионального развития зародыши разных видов млекопитающих внешне трудно отличимы один от другого. Это внешнее сходство между зародышами млекопитающих разных видов сохраняется дольше (до более поздних стадий эмбрионального развития), чем при сравнении зародышей хордовых животных, более далеко отстоящих друг от друга на ступенях эволюционной лестницы (например, при сравнении зародыша человека с зародышем ящерицы, лягушки или рыбы). Дольше всего сохраняется и сильнее всего проявляется внешнее сходство у зародышей представителей близкородственных видов млекопитающих (например, человека и высших приматов, льва и тигра). Несмотря на это внешнее сходство, в процессах эмбрионального развития, начиная с самых ранних стадий, у зародышей разных видов млекопитающих могут быть тонкие, видимые лишь при помощи специальных методов, отличия. Некоторые феномены эмбрионального развития, обнаруженные у зародышей человека, оказались уникальными именно для них, и не встречаются у других видов млекопитающих. Другие же феномены, наоборот, обнаружены у эмбрионов многих других видов млекопитающих, но не у эмбрионов человека.

### У человека
Один из примеров отличия эмбриогенеза человека от эмбриогенеза других млекопитающих состоит в том, что аминокислотная последовательность гомологов хорионического гонадотропина человека у других видов плацентарных млекопитающих может отличаться. Другим примером таких отличий может служить различие в числе сомитов у эмбриона, в скорости их образования, в числе нейромер в головном мозге, в общей продолжительности процесса эмбриогенеза у конкретного вида, во времени начала и в продолжительности тех или иных стадий Карнеги, во времени начала, продолжительности и деталях процессов гистогенеза, морфогенеза и органогенеза.

### У других млекопитающих
Анатомическое строение матки и зародышевых оболочек, окружающих развивающийся эмбрион, а затем и плод, отличается у человека и у многоплодных плацентарных млекопитающих. Отличается и место прикрепления плаценты. У самок многоплодных млекопитающих каждый зародыш окружён своей амниотической оболочкой и имеет собственную плаценту, и развивается в одном из участков одного из длинных рогов матки (которых у разных видов млекопитающих может быть один или два). У человеческой женщины же зародыш, как правило, один. В норме он прикрепляется к задней стенке матки, имеющей грушевидную форму и не имеющей рогов. Там же образуется плацента. В случае формирования многоплодной беременности зародыши у человека нередко имеют общую плаценту, а иногда и общие эмбриональные оболочки. В процессе развития зародыш человека постепенно заполняет собой всю полость матки и оказывается в её центре (в центре плодного пузыря). Это не характерно для многоплодных млекопитающих, у которых детёныши обычно рождаются очень маленькими, и каждый отдельный зародыш занимает лишь небольшую часть объёма рога матки, даже в конце беременности.